# Янчин монастырь
Я́нчин, или Андре́евский-Я́нкин монастырь — женский монастырь, действовавший в XI—XIII веках. Находился в Киеве, его точное местоположение не установлено. Монастырь носил имя апостола Андрея Первозванного.
Месторасположение монастыря спорно. Возможно, он находился между Десятинной церковью и княжеским дворцом. М. Ф. Берлинский, М. А. Максимович, П. Г. Лебединцев считали, что Янчин монастырь находился вблизи Десятинной церкви, на территории усадьбы Трубецких; это предположение не было подтверждено археологическими исследованиями. В. А. Богусевич предполагал, что двор монастыря находился на юго-востоке «города Владимира»; П. П. Толочко называл эту версию более обоснованной, и впоследствии совместно с А. М. Милецким высказывал гипотезу о расположении монастыря в районе Михайловских ворот, на территории Дипломатической академии Украины. К городу Владимира монастырь относит и Ю. С. Асеев, а также И. Е. Иванцов. Н. В. Закревский располагает монастырь к западу от Трехсвятительской церкви. Возможно, он был расположен на Андреевской горе, недалеко от современной Андреевской церкви. Н. И. Петров предполагал, что монастырь находился на месте древнего капища Перуна.
Янчин монастырь основан в 1086 году (по другой версии, до 1070 года) великим князем киевским Всеволодом Ярославичем. В монастыре приняла пострижение княжна Анна (Янка) Всеволодовна, ставшая первой его игуменьей. Согласно «Истории Российской» В. Н. Татищева, при монастыре была основана первая на Руси (по М. Д. Хмырову — и в Европе) школа для девочек, в которой Анна Всеволодовна «собравши же младых девиц неколико, обучала писанию, також ремеслам, пению, швению и иным полезным им знаниям, да от юности навыкнут разумети закон божий и трудолюбие, а любострастие в юности воздержанием умертвлят». Е. О. Лихачёва сообщает о том, что согласиться с утверждением Хмырова можно только в том случае, если ученицы были не монахинями либо послушницами, а приходящими, случайными. Исследовательница не отвергает подобного варианта.
Существует предположение о том, что именно в Янчином монастыре постриглась в монахини сестра Анны Евпраксия Всеволодовна. В Андреевском монастыре были похоронены вторая жена Всеволода (1111) и сама Анна Всеволодовна (1112/1113). Здесь также были похоронены сын Владимира Мономаха Ярополк (1139) и его внук Владимир Андреевич, князь брестский и дорогобужский (1170).
Позднее известны настоятели Андреевского монастыря Григорий (1128) и два Симеона (1171 и 1231). По мнению Н. В. Синицыной, вскоре после смерти Анны Всеволодовны монастырь мог быть преобразован в мужской. Другого мнения на этот счёт придерживается Я. Н. Щапов. Исследователь указывает на возможное существование в то время «смешанных» монастырей, где часть келий занимали женщины, но игуменами назначались монахи-мужчины, которые и отправляли церковные службы. Митрополит Макарий (Булгаков) указывает на то, что был возможен как один, так и другой вариант.
В Ипатьевской летописи сообщается об обрушении в 1105 году купола Андреевской церкви Янчина монастыря, а под 1131 годом — о её освящении. По мнению Е. Е. Голубинского, речь, по-видимому, идёт лишь о повторном освящении после поправок вследствие пожара, обветшания или просто сделанных с целью улучшения храма. По мнению митрополита Макария, монастырь мог сгореть или сильно пострадать во время опустошительного киевского пожара 1124 года, уничтожившего до 600 церквей.
Монастырь был разрушен Батыем в 1240 году, не оставив по себе никаких следов (для церквей монастыря не выяснена даже схема плана), и после того не возобновлялся.
В 1892 году на территории, которая целым рядом киевских археологов связывалась с Андреевским (Янчиным) монастырём, происходили раскопки и было найдено погребение XI или XII века с согнутым пополам мечом в ножнах, покрытых инкрустацией. Это стало подтверждением того, что не только в Новгородской земле, но и в самом Киеве христианские погребения в храмах сохраняли тогда ряд пережитков старого курганного погребального обряда.